# Ritorno al futuro (serie animata)
Ritorno al futuro (Back to the Future: The Animated Series) è una serie televisiva a cartoni animati basata sui film della trilogia di Ritorno al futuro. Il cartone è stato prodotto nel 1991 dalla Universal Cartoon Studios in associazione con la Wang Film Productions Company, e con la collaborazione della Amblin Entertainment, di BIG Pictures e di Universal. La serie è composta da due stagioni per un totale di 26 episodi dei quali, in Italia, ne sono stati trasmessi solo 24. La serie non venne rinnovata per una terza stagione a causa del calo di telespettatori.
Nonostante il cartone sia ambientato dopo i film, Bob Gale ha dichiarato che la serie animata e i fumetti sono ambientati in un proprio universo temporale alternativo e non fanno parte della continuity ufficiale. La serie ha segnato il debutto televisivo di Bill Nye su una TV nazionale.

## Trama
Dopo la conclusione di Ritorno al futuro - Parte III, il dr. Emmett L. Brown si stabilisce, nel 1991, ad Hill Valley con sua moglie Clara, i loro figli Giulio e Verne ed il cane di famiglia, Einstein, vivendo nello stesso ranch in cui Clara viveva nel 1885. Come nei film, il viaggio nel tempo viene effettuato attraverso l'uso di una DeLorean modificata, che è stata apparentemente ricostruita dopo che era stata distrutta alla fine della trilogia. La DeLorean adesso è dotata di tempocircuiti ad attivazione vocale e può anche viaggiare istantaneamente in luoghi e tempi differenti, oltre al fatto che può essere ripiegata all'interno di una valigia. I personaggi viaggiano nel tempo anche grazie all'utilizzo della locomotiva del tempo vista alla fine della trilogia.
Nonostante Marty McFly sia il protagonista della serie e Jennifer Parker faccia delle sporadiche apparizioni, la serie è focalizzata principalmente sulla famiglia Brown, mentre i film lo erano sulla famiglia McFly. L'antagonista dei film, Biff Tannen, appare a sua volta frequentemente. Inoltre, parenti delle famiglie McFly, Brown e Tannen appaiono continuamente nelle epoche passate e future visitate. Diversamente dai film, che sono ambientati interamente ad Hill Valley e nell'area circostante, la serie animata porta frequentemente i personaggi in luoghi esotici. All'inizio di ogni episodio appare Doc in carne ed ossa (interpretato ancora una volta dall'attore Christopher Lloyd) per introdurre l'episodio, mentre alla fine per effettuare un esperimento, spesso collegato alla trama dell'episodio. La prima stagione inoltre include delle scene post-credits nei quali Biff Tannen racconta una barzelletta collegata all'episodio, facendo allusioni alla carriera di Thomas F. Wilson come comico di cabaret.

## Lista episodi
| Stagione         | Episodi | Prima TV USA | Prima TV Italia |
| ---------------- | ------- | ------------ | --------------- |
| Prima stagione   | 13      | 1991         | 1992            |
| Seconda stagione | 13      | 1992         | 1992            |

## Personaggi principali
- Marty McFly - (Doppiato da Luigi Rosa nella versione italiana e da David Kaufman in quella originale) Il personaggio principale della serie. Marty trascorre un sacco di tempo a casa di Doc, dove questi vive con la moglie Clara e i suoi figli. Egli continua a viaggiare nel tempo insieme a Jennifer, Doc e il resto della famiglia Brown vivendo molte avventure. Marty e Jennifer diventeranno studenti allo Hill Valley College, dopo aver conseguito il diploma presso la Hill Valley High School. Nella puntata 23, Papi è un alieno (My Pop's an Alien) quando torna indietro nel tempo con Giulio e Verne, fa credere a Doc di essere Michael J. Fox, ovvero l'attore che interpretava il personaggio nel film originale.
- Emmett L. "Doc" Brown - (Doppiato da Giorgio Melazzi nella versione italiana e da Dan Castellaneta in quella originale) Il migliore amico di Marty e l'inventore della prima macchina del tempo, che ha costruito partendo da un'auto sportiva DeLorean. Vive con la moglie Clara e i due figli, Giulio e Verne. Christopher Lloyd interpreta il ruolo di Doc in carne e ossa all'inizio e alla fine di ogni episodio.
- Einstein - (Doppiato da Danny Mann) Il cane da pastore che vive con Doc, Clara, Giulio e Verne. Anch'egli è amico di Marty. In questa serie Einstein è un cane super-intelligente che spesso corre in soccorso dei suoi amici riuscendo persino a guidare da solo la DeLorean o la locomotiva del tempo.
- Clara Clayton-Brown - (Doppiata da Dania Cericola nella versione italiana e da Mary Steenburgen in quella originale) La moglie di Doc che, nata nel XIX secolo, insieme al resto della famiglia si è trasferita nel XX secolo. Lei e i Browns vivono in una fattoria fuori di Hill Valley nel 1991. Clara si è sistemata bene nel ventesimo secolo, divenendo insegnante elementare a Hill Valley. Occasionalmente si unisce al marito, figli, e Marty negli avventurosi viaggi nel tempo.
- Giulio  Eratostene Brown - (Doppiato da Davide Garbolino nella versione italiana e da Josh Keaton in quella originale) Fratello maggiore di Verne. A differenza del fratello più giovane Verne, Giulio ama studiare ed è intelligente per la sua età e, analogamente a suo padre, usa lunghi paroloni nelle sue chiacchierate quotidiane. Egli chiama Marty McFly "Martin". Giulio è il primo della classe nella sua scuola; tuttavia, non è molto popolare e non ha che un paio di amici. Ha una cotta per la sua compagna di classe Franny Philips, ama giocare a baseball e costruire invenzioni.
- Verne Newton Brown - (Doppiato da Veronica Pivetti nella versione italiana e da Troy Davidson in quella originale) Fratello minore di Giulio. È un bambino allegro, tuttavia non ama perdere e fare lavoretti. Gli piacciono i videogiochi e guardare la televisione. Indossa un cappellino di pelle di procione e si caccia spesso nei guai. A differenza di suo fratello maggiore Giulio, Verne è molto popolare a scuola e ha molti amici, tra cui Marty.
- Biff Tannen - (Doppiato da Pietro Ubaldi nella versione italiana e da Thomas F. Wilson in quella originale) Biff è il pronipote di Buford "Cane Pazzo" Tannen e il cattivo della serie, anche se è interpretato in più episodi da numerosi antenati o discendenti; infatti Marty si domanda retoricamente se ci sia un "Biff" in ogni tempo e luogo che hanno visitato.
- Jennifer Parker - (Doppiata da Debora Magnaghi nella versione italiana e da Cathy Cavadini in quella originale) È la fidanzata di Marty che compare sporadicamente nella serie.

## Produzione
La serie è durata due stagioni, ognuna composta da 13 episodi, e venne trasmessa dalla CBS dal 14 settembre 1991 al 26 dicembre 1992, e ritrasmessa fino al 14 agosto 1993, sempre sulla CBS. Il network televisivo decise di non rinnovare la serie per una terza stagione (additando i bassi ascolti). Successivamente venne ritrasmessa dalla FOX, come parte del contenitore di cartoni per ragazzi FoxBox dal 22 marzo al 30 agosto del 2003. È stata la primissima serie prodotta dall'allora neonata Universal Cartoon Studios.
Per le voci dei personaggi vennero scelte Mary Steenburgen (Clara Clayton Brown) e Thomas F. Wilson (Biff Tannen) che ripresero i loro rispettivi ruoli dai film. Christopher Lloyd interpretava Doc Brown nei segmenti in live-action all'inizio ed alla fine di ogni episodio, mentre Dan Castellaneta venne scelto per doppiarne la controparte animata. James Tolkan (Strickland) venne scelto come guest voice in un episodio, anche se tornò per doppiare un personaggio completamente differente e non quello del preside della scuola. Inoltre, Bill Nye appare come assistente di laboratorio di Doc Brown nei segmenti in live-action alla fine di ogni episodio realizzando esperimenti scientifici collegati alla trama dell'episodio stesso. Nye ha anche il ruolo di consulente tecnico della serie, questi segmenti portarono lo stesso Nye a creare una sua serie sugli esperimenti scientifici.

### Sigla
La musica iniziale è una versione modificata e ricantata di Back in Time, originariamente scritta e interpretata da Huey Lewis and the News (che hanno anche scritto ed interpretato The Power of Love per il primo e terzo film). La sigla inizia con Doc Brown che si sorprende guardando l'ora sul proprio orologio, prima di entrare nella DeLorean. Mentre si allontana guidando, si dirige verso il 19 maggio 2015 dove fa salire sull'auto Marty McFly, successivamente verso il 10 giugno 1885 per raccogliere Clara e nel periodo preistorico a prendere Giulio e Verne, tutto ciò prima di tornare al 1991 (scappando rispettivamente da Griff Tannen, da Buford "Cane Pazzo" Tannen e da un dinosauro con l'aspetto di Biff). La scena successiva vede il gruppo sedersi a tavola per cena, prima di accorgersi che manca Einstein. Successivamente lo trovano mentre guida la macchina del tempo creata con il treno a vapore diretto verso un tempo non specificato. Per la seconda stagione, la sigla iniziale composta dalla raccolta dei personaggi viene sostituita da una serie di scene prese dalla prima stagione e termina con la stessa sequenza di Einstein presente nella prima sigla.
Nella versione italiana la sigla non è mai stata doppiata, mantenendo solo la traccia musicale originale senza alcun testo, una scelta analoga a quella che verrà fatta in futuro con la famosa sigla di SpongeBob che nelle prime stagioni italiane appariva solo come traccia musicale.

## Riconoscimenti
Daytime Emmy Awards
- 1992 – Outstanding Film Sound Mixing – Jim Hodson, Bill Koepnick e Harry Andronis (vinto)
- 1992 – Outstanding Film Sound Editing – Bill Koepnick, Russell Brower, Jim Hodson, Aaron L. King, Matt Thorne e Mark Keatts (vinto)
- 1993 – Outstanding Film Sound Mixing – Ray Leonard e Paca Thomas (vinto)
- 1993 – Outstanding Film Sound Editing – Paca Thomas, Ray Leonard, Marc S. Perlman e Melissa Ellis (vinto)

## Edizionihome-video
Nove volumi in VHS e tre volumi in laserdisc della serie sono stati prodotti dal 1993 al 1994, riportando 18 dei 26 episodi. La serie completa venne messa in vendita in DVD il 30 ottobre del 2015 per la prima volta, sia in versione singola stagione che tutte insieme con il titolo Back to the Future: The Complete Adventures Collection (versione che includeva anche tutti e tre i film della trilogia).
Il 14 giugno 2016 la Universal ha rilasciato un DVD della prima stagione in Region 1. La seconda stagione è stata pubblicata il 13 settembre 2016.
Inoltre i primi episodi di entrambe le stagioni (Fratelli e Mac the Black) sono inclusi tra il materiale bonus dei cofanetti in DVD e Blu-ray Back to the Future: 30th Anniversary Trilogy del 2015 e The Ultimate Trilogy del 2020.